# Đức Tài
Đức Tài là một thị trấn thuộc huyện Đức Linh, tỉnh Bình Thuận, Việt Nam.

## Địa lý
Thị trấn Đức Tài nằm về phía tây nam huyện Đức Linh, cách trung tâm huyện 7 km theo đường ĐT. 766, có vị trí địa lý:
- Phía đông giáp xã Đức Chính
- Phía tây giáp xã Đức Tín và xã Đức Hạnh
- Phía nam giáp xã Đức Hạnh
- Phía bắc giáp tỉnh Đồng Nai.

Thị trấn Đức Tài có diện tích 31,50 km², dân số năm 2016 là 19.658 người mật độ dân số đạt 624 người/km².

## Hành chính
Thị trấn Đức Tài được chia thành 10 khu phố: 1, 2, 3, 4, 5, 6, 7, 8, 9, 10.

## Lịch sử
Ngày 15 tháng 6 năm 1999, Chính phủ ban hành Nghị định 37/1999/NĐ-CP về việc thành lập thị trấn Đức Tài trên cơ sở 3.081,3 ha diện tích tự nhiên và 17.920 nhân khẩu của xã Đức Tài.